# Airborne – Flügel aus Stahl
Airborne – Flügel aus Stahl (Originaltitel: Fire Birds) ist ein US-amerikanischer Actionfilm aus dem Jahr 1990. Die Regie führte David Green, das Drehbuch schrieben Nick Thiel und Paul F. Edwards. Die Hauptrolle spielte Nicolas Cage.

## Handlung
US-Soldaten – darunter Pilot Jake Preston – unterstützen die Sicherheitskräfte eines südamerikanischen Staates im Kampf gegen die Drogenbarone. Als sie mit Hubschraubern zum Einsatzort fliegen, werden sie von einem Kampfhubschrauber des Drogenkartells angegriffen und abgeschossen. Preston gelingt es mit Mühe, sich zu retten.
Im Hauptquartier stellt sich heraus, dass es sich um einen (fiktiven) Scorpion-Kampfhubschrauber handelte, der von Eric Stoller geflogen wurde. Eric Stoller ist ein Söldnerpilot, der für seine Dienste vom Drogenkartell bezahlt wird. Bisherige Festnahmeversuche Stollers scheiterten. In einer Befragung gibt Preston an, dass – wenn es einen Hubschrauber gibt, mit dem man Stoller zur Strecke bringen kann – es der AH-64 Apache ist.
Daraufhin bildet die US-Army eine Spezialeinheit Apache-Piloten zum Kampf gegen das Drogenkartell aus. Auch Jake Preston und sein Bordschütze Breaker nehmen an der Ausbildung teil und stellen sich sehr bald als die Besten heraus. Jedoch fällt bei einem Übungsflug auf, dass Preston beim monokelunterstützten Flug wegen einer Kreuzdominanz fast nichts sehen konnte. Billie Lee Guthrie – eine Ex-Freundin und ebenfalls Pilotin – rät ihm, den Ausbilder Brad Little um Hilfe zu bitten. Dieser lehnt zunächst ab, da Preston am Anfang einen recht arroganten Eindruck bei Little hinterlassen hatte. Letztendlich erklärt er sich aber doch bereit, Preston bei seinem Handicap zu helfen, und greift dabei zu etwas unkonventionellen Methoden. Prestons Fertigkeiten mit dem Monokel bessern sich, und auch privat kommen er und Guthrie sich wieder nahe.
Schließlich kommt der Einsatzbefehl. Kaum angekommen, gerät das Basislager unter Beschuss. Preston, Little und die anderen Piloten bemannen ihre Apaches und bekämpfen das Kartell aus der Luft. Guthrie fliegt ebenfalls mit einem Aufklärungshubschrauber der Kiowa-Klasse mit. Beim Ausspähen der feindlichen Streitkräfte wird Guthrie von Stoller entdeckt. Preston kann verhindern, dass Stoller sie angreift. Little schafft es zwar, ein feindliches Kampfflugzeug vom Typ Saab 35 Draken abzuschießen, wird aber daraufhin von Stoller angegriffen, weswegen er mit seinem Apache abstürzt. Während Preston und Stoller sich einen Luftkampf liefern landet Guthrie bei der Absturzstelle von Little und sieht, dass er noch lebt aber seine Beine gebrochen sind. Beim Versuch, Little zu befreien, werden die beiden von einem weiteren Draken angegriffen. Little erklärt Guthrie, wie man die Apacheraketen vom Boden aus manuell abfeuert, sodass Guthrie den Draken abschießen kann. Preston wird von Stoller im Luftkampf verfolgt und beschossen, sieht aber bei einer Klippe die Möglichkeit, seinen Apache schnell absinken zu lassen, sodass Stoller ihn überfliegt. Durch diesen Trick kann Preston Stoller ins Visier nehmen und ihn erledigen.
Ohne weitere Luftunterstützung ist die Zerschlagung des Drogenkartells nur mehr Formsache. Little wird im Rettungshubschrauber abtransportiert, und Preston und Guthrie fliegen gemeinsam zu ihrem Stützpunkt zurück.

## Kritiken
Hal Hinson schrieb in der Washington Post vom 25. Mai 1990, der Film würde mehr einem Videospiel als einem Film ähneln. Er spekulierte, der Film sollte womöglich das Image der US Army stärken, wie Top Gun – Sie fürchten weder Tod noch Teufel das Image der US Navy verbesserte, diesen Versuch bezeichnete er als misslungen, den Film bezeichnete er als primitiv. Hinson lobte lediglich die Leinwandpräsenz von Nicolas Cage. Er bemerkte, der Film würde dazu beitragen, nach dem Ende des Kalten Kriegs die Feindbilder der Amerikaner zu ändern.

## Hintergründe
Der Film wurde in Tucson (Arizona), in Mammoth (Arizona) und in Fort Hood (Texas) gedreht. Er spielte in den Kinos der USA ca. 14,76 Millionen US-Dollar ein.

## Trivia
Der Filmtitel Airborne ist eigentlich irreführend, weil mit Airborne die amerikanischen Fallschirmjäger bezeichnet werden. Im Zentrum der Handlung steht jedoch eine Kampfhubschraubereinheit.